# Wasted Love (Ofenbach)
Wasted Love è un singolo del duo musicale francese Ofenbach, pubblicato l'8 gennaio 2021 come secondo estratto dal primo album in studio I.
Il brano vede la partecipazione del cantante Lagique.

## Video musicale
Il video musicale è stato reso disponibile l'8 gennaio 2021, in concomitanza con l'uscita del singolo.

## Tracce
Testi e musiche di César Laurent de Rummel, Dorian Lauduique, Haris Alagic, Jihad Rahmouni e Sophia Ayana.
Download digitale
1. Wasted Love (feat. Lagique) – 2:19

Download digitale – Acoustic
1. Wasted Love (feat. Lagique) (Acoustic) – 2:07

Download digitale – Remixes
1. Wasted Love (feat. Lagique) (Dubdogz & Jørd Remix) – 4:00
2. Wasted Love (feat. Lagique) (James Hype Remix) – 2:40
3. Wasted Love (feat. Lagique) (Murci Remix) – 2:55

## Formazione
- Ofenbach – produzione
- Jen Jis – produzione, missaggio
- Lagique – voce
- Benjamin Weber – mastering

## Classifiche

### Classifiche settimanali
| Classifica (2021-23) | Posizione massima |
| -------------------- | ----------------- |
| Austria              | 19                |
| Belgio (Fiandre)     | 18                |
| Belgio (Vallonia)    | 4                 |
| Bielorussia          | 91                |
| Croazia              | 35                |
| Estonia              | 150               |
| Francia              | 24                |
| Germania             | 12                |
| Grecia               | 38                |
| Irlanda              | 82                |
| Italia               | 65                |
| Lituania             | 47                |
| Paesi Bassi          | 23                |
| Polonia              | 1                 |
| Regno Unito          | 84                |
| Repubblica Ceca      | 16                |
| Romania              | 5                 |
| Russia               | 65                |
| Slovacchia           | 11                |
| Svizzera             | 13                |
| Ungheria             | 14                |

### Classifiche di fine anno
| Classifica (2021) | Posizione |
| ----------------- | --------- |
| Austria           | 41        |
| Belgio (Fiandre)  | 37        |
| Belgio (Vallonia) | 15        |
| Croazia           | 60        |
| Francia           | 52        |
| Germania          | 31        |
| Paesi Bassi       | 74        |
| Polonia           | 8         |
| Svizzera          | 36        |
| Ungheria          | 26        |
| Classifica (2022) | Posizione |
| Belgio (Fiandre)  | 168       |